# Николаис, Луиджи
Луи́джи Никола́ис (итал. Luigi Nicolais; род. 9 февраля 1942, Сант-Анастазия) — итальянский инженер, учёный и политик, министр реформ и инноваций в государственной службе (2006—2008).

## Биография
Родился в Сант-Анастазии (провинция Неаполь) 9 февраля 1942 года. Инженер-химик, начинал научную карьеру в Национальном совете научных исследований (CNR), позднее работал в Montedison. Профессор Неаполитанского университета, работал в США, где с 1981 по 2003 год являлся профессором Вашингтонского университета, а с 1986 по 2004 год — Коннектикутского университета. С 2006 по 2008 год — министр реформ и инноваций во втором правительстве Проди, в 2012 году министр просвещения, университетов и научных исследований Франческо Профумо назначил Луиджи Николя президентом CNR (эту должность он занимал до 2016 года).
В 2008—2013 годах состоял во фракции Демократической партии Палаты депутатов XVI созыва.

## Награды
Указами президента Италии награждён дважды:
- Кавалер Большого Креста ордена «За заслуги перед Итальянской Республикой» (30 декабря 2016 года, награждён по инициативе президента Италии).
- Великий офицер ордена «За заслуги перед Итальянской Республикой» (27 декабря 2005, награждён по инициативе аппарата Совета министров Италии).